# Johann Palisa
Johann Palisa (Opava, 6 dicembre 1848 – Vienna, 2 maggio 1925) è stato un astronomo austriaco.
All'epoca della sua nascita Opava (in tedesco: Troppau) si trovava nella regione austriaca della Slesia ceca. Nell'arco della sua carriera scoprì ben 122 asteroidi, da 136 Austria, nel 1874, fino a 1073 Gellivara, nel 1923; le scoperte principali furono certamente quelle di Hilda, Cleopatra, Ida, Matilde, Bamberga e Albert (un asteroide Amor).
L'asteroide 914 Palisana è stato così battezzato in suo onore.

## Carriera
Palisa studiò matematica ed astronomia presso l'Università di Vienna dal 1866 al 1870, ma si laureò solamente nel 1884. Già nel 1870, ad ogni modo, era diventato assistente presso l'osservatorio universitario, e l'anno seguente si sarebbe trasferito presso l'Osservatorio di Ginevra. All'età di ventiquattro anni Palisa divenne direttore dell'Osservatorio Navale Austriaco di Pola; iniziò qui la sua carriera di scopritore di asteroidi (e anche di una cometa, la C/1879 Q1), grazie all'impiego di un piccolo telescopio rifrattore da sei pollici. Nel periodo in cui lavorò all'Osservatorio universitario di Vienna, dal 1881 al 1923, Palisa scoprì ancora 94 nuovi asteroidi.

## Tavola degli asteroidi
Segue un prospetto dei 122 asteroidi scoperti da Johann Palisa, in ordine di numerazione.
| Asteroide         | Data della scoperta |
| ----------------- | ------------------- |
| 136 Austria       | 18 marzo 1874       |
| 137 Meliboea      | 21 aprile 1874      |
| 140 Siwa          | 13 ottobre 1874     |
| 142 Polana        | 28 gennaio 1875     |
| 143 Adria         | 23 febbraio 1875    |
| 151 Abundantia    | 1º novembre 1875    |
| 153 Hilda         | 2 novembre 1875     |
| 155 Scylla        | 8 novembre 1875     |
| 156 Xanthippe     | 22 novembre 1875    |
| 178 Belisana      | 6 novembre 1877     |
| 182 Elsa          | 7 febbraio 1878     |
| 183 Istria        | 8 febbraio 1878     |
| 184 Dejopeja      | 28 febbraio 1878    |
| 192 Nausikaa      | 17 febbraio 1879    |
| 195 Eurykleia     | 19 aprile 1879      |
| 197 Arete         | 21 maggio 1879      |
| 201 Penelope      | 7 agosto 1879       |
| 204 Kallisto      | 8 ottobre 1879      |
| 205 Martha        | 13 ottobre 1879     |
| 207 Hedda         | 17 ottobre 1879     |
| 208 Lacrimosa     | 21 ottobre 1879     |
| 210 Isabella      | 12 novembre 1879    |
| 211 Isolda        | 10 dicembre 1879    |
| 212 Medea         | 6 febbraio 1880     |
| 214 Aschera       | 29 febbraio 1880    |
| 216 Kleopatra     | 10 aprile 1880      |
| 218 Bianca        | 4 settembre 1880    |
| 219 Thusnelda     | 30 settembre 1880   |
| 220 Stephania     | 19 maggio 1881      |
| 221 Eos           | 18 gennaio 1882     |
| 222 Lucia         | 9 febbraio 1882     |
| 223 Rosa          | 9 marzo 1882        |
| 224 Oceana        | 30 marzo 1882       |
| 225 Henrietta     | 19 aprile 1882      |
| 226 Weringia      | 19 luglio 1882      |
| 228 Agathe        | 19 agosto 1882      |
| 229 Adelinda      | 22 agosto 1882      |
| 231 Vindobona     | 10 settembre 1882   |
| 232 Russia        | 31 gennaio 1883     |
| 235 Carolina      | 28 novembre 1883    |
| 236 Honoria       | 26 aprile 1884      |
| 237 Coelestina    | 27 giugno 1884      |
| 239 Adrastea      | 18 agosto 1884      |
| 242 Kriemhild     | 22 settembre 1884   |
| 243 Ida           | 29 settembre 1884   |
| 244 Sita          | 14 ottobre 1884     |
| 248 Lameia        | 5 giugno 1885       |
| 250 Bettina       | 3 settembre 1885    |
| 251 Sophia        | 4 ottobre 1885      |
| 253 Mathilde      | 12 novembre 1885    |
| 254 Augusta       | 31 marzo 1886       |
| 255 Oppavia       | 31 marzo 1886       |
| 256 Walpurga      | 3 aprile 1886       |
| 257 Silesia       | 5 aprile 1886       |
| 260 Huberta       | 3 ottobre 1886      |
| 262 Valda         | 3 novembre 1886     |
| 263 Dresda        | 3 novembre 1886     |
| 265 Anna          | 25 febbraio 1887    |
| 266 Aline         | 17 maggio 1887      |
| 269 Justitia      | 21 settembre 1887   |
| 273 Atropos       | 8 marzo 1888        |
| 274 Philagoria    | 3 aprile 1888       |
| 275 Sapientia     | 15 aprile 1888      |
| 276 Adelheid      | 17 aprile 1888      |
| 278 Paulina       | 16 maggio 1888      |
| 279 Thule         | 25 ottobre 1888     |
| 280 Philia        | 29 ottobre 1888     |
| 281 Lucretia      | 31 ottobre 1888     |
| 286 Iclea         | 3 agosto 1889       |
| 290 Bruna         | 20 marzo 1890       |
| 291 Alice         | 25 aprile 1890      |
| 292 Ludovica      | 25 aprile 1890      |
| 295 Theresia      | 17 agosto 1890      |
| 299 Thora         | 6 ottobre 1890      |
| 301 Bavaria       | 16 novembre 1890    |
| 304 Olga          | 14 febbraio 1891    |
| 309 Fraternitas   | 6 aprile 1891       |
| 313 Chaldaea      | 30 agosto 1891      |
| 315 Constantia    | 4 settembre 1891    |
| 320 Katharina     | 11 ottobre 1891     |
| 321 Florentina    | 15 ottobre 1891     |
| 324 Bamberga      | 25 febbraio 1892    |
| 326 Tamara        | 19 marzo 1892       |
| 569 Misa          | 27 luglio 1905      |
| 583 Klotilde      | 31 dicembre 1905    |
| 652 Jubilatrix    | 4 novembre 1907     |
| 671 Carnegia      | 21 settembre 1908   |
| 687 Tinette       | 16 agosto 1909      |
| 688 Melanie       | 25 agosto 1909      |
| 689 Zita          | 12 settembre 1909   |
| 703 Noëmi         | 3 ottobre 1910      |
| 710 Gertrud       | 28 febbraio 1911    |
| 711 Marmulla      | 1º marzo 1911       |
| 716 Berkeley      | 30 luglio 1911      |
| 718 Erida         | 29 settembre 1911   |
| 719 Albert        | 3 ottobre 1911      |
| 722 Frieda        | 18 ottobre 1911     |
| 723 Hammonia      | 21 ottobre 1911     |
| 724 Hapag         | 21 ottobre 1911     |
| 725 Amanda        | 21 ottobre 1911     |
| 728 Leonisis      | 16 febbraio 1912    |
| 730 Athanasia     | 10 aprile 1912      |
| 734 Benda         | 11 ottobre 1912     |
| 750 Oskar         | 28 aprile 1913      |
| 782 Montefiore    | 18 marzo 1914       |
| 783 Nora          | 18 marzo 1914       |
| 794 Irenaea       | 27 agosto 1914      |
| 795 Fini          | 26 settembre 1914   |
| 803 Picka         | 21 marzo 1915       |
| 827 Wolfiana      | 29 agosto 1916      |
| 828 Lindemannia   | 29 agosto 1916      |
| 867 Kovacia       | 25 febbraio 1917    |
| 876 Scott         | 20 giugno 1917      |
| 902 Probitas      | 3 settembre 1918    |
| 903 Nealley       | 13 settembre 1918   |
| 932 Hooveria      | 23 marzo 1920       |
| 941 Murray        | 10 ottobre 1920     |
| 964 Subamara      | 27 ottobre 1921     |
| 975 Perseverantia | 27 marzo 1922       |
| 996 Hilaritas     | 21 marzo 1923       |
| 1073 Gellivara    | 14 settembre 1923   |
| 14309 Defoy       | 22 settembre 1908   |